# 普拉特鎮區 (密蘇里州克林頓縣)
普拉特鎮區（英語：Platte Township）是位於美國密蘇里州克林頓縣的一個行政鎮區。

## 地方資料
普拉特鎮區的面積為129.76平方千米，當中陸地面積為129.71平方千米，而水域面積為0.05平方千米。根據2020年美國人口普查的數據，當地共有人口349人，而人口密度為每平方千米2.69人。